# Messa di mezzanotte

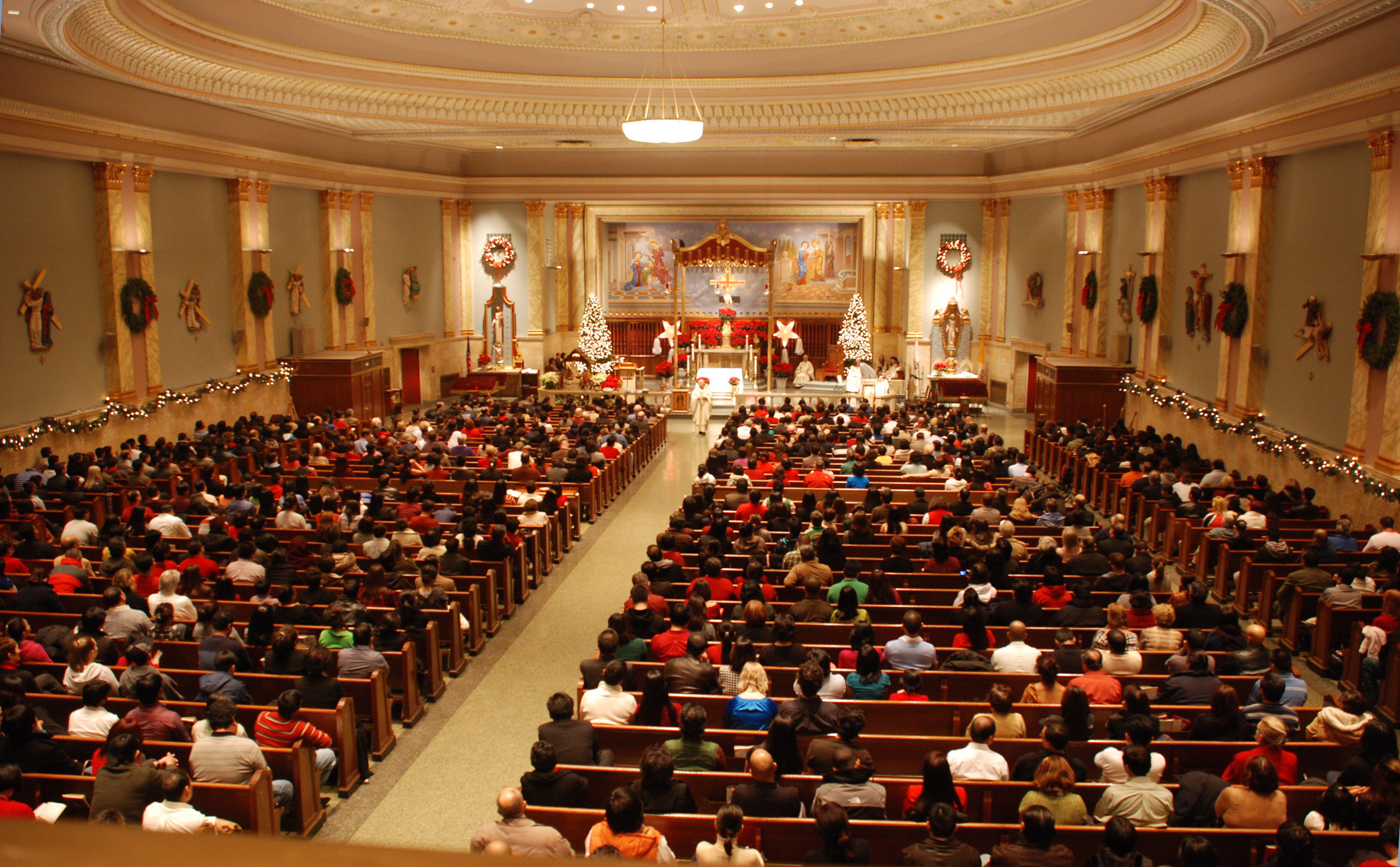
Molti cristiani riuniti alla vigilia di Natale per la messa di mezzanotte.

La Messa di mezzanotte, o Messa dell'Angelo, è la tradizionale messa cattolica che celebra la Natività di Gesù nella notte tra la vigilia e il giorno di Natale, iniziando tradizionalmente a mezzanotte. È una popolare usanza natalizia.
Spesso la celebrazione della messa è preceduta da canti, preghiere e sacre rappresentazioni, talvolta anche dalla celebrazione dell'Ufficio delle letture e dal canto della calenda del Natale tratta dal Martirologio romano.
Nel rito romano e nel rito ambrosiano i testi di questa messa costituiscono il secondo formulario previsto per la solennità del Natale, dopo la Messa della vigilia e prima della Messa dell'aurora e della Messa del giorno.
- In Polonia la messa di mezzanotte viene chiamata Pasterka.[3][4]

- In Spagna e altre nazioni di lingua spagnola questa messa viene chiamata "Misa de Gallo".[5][6]

## Storia

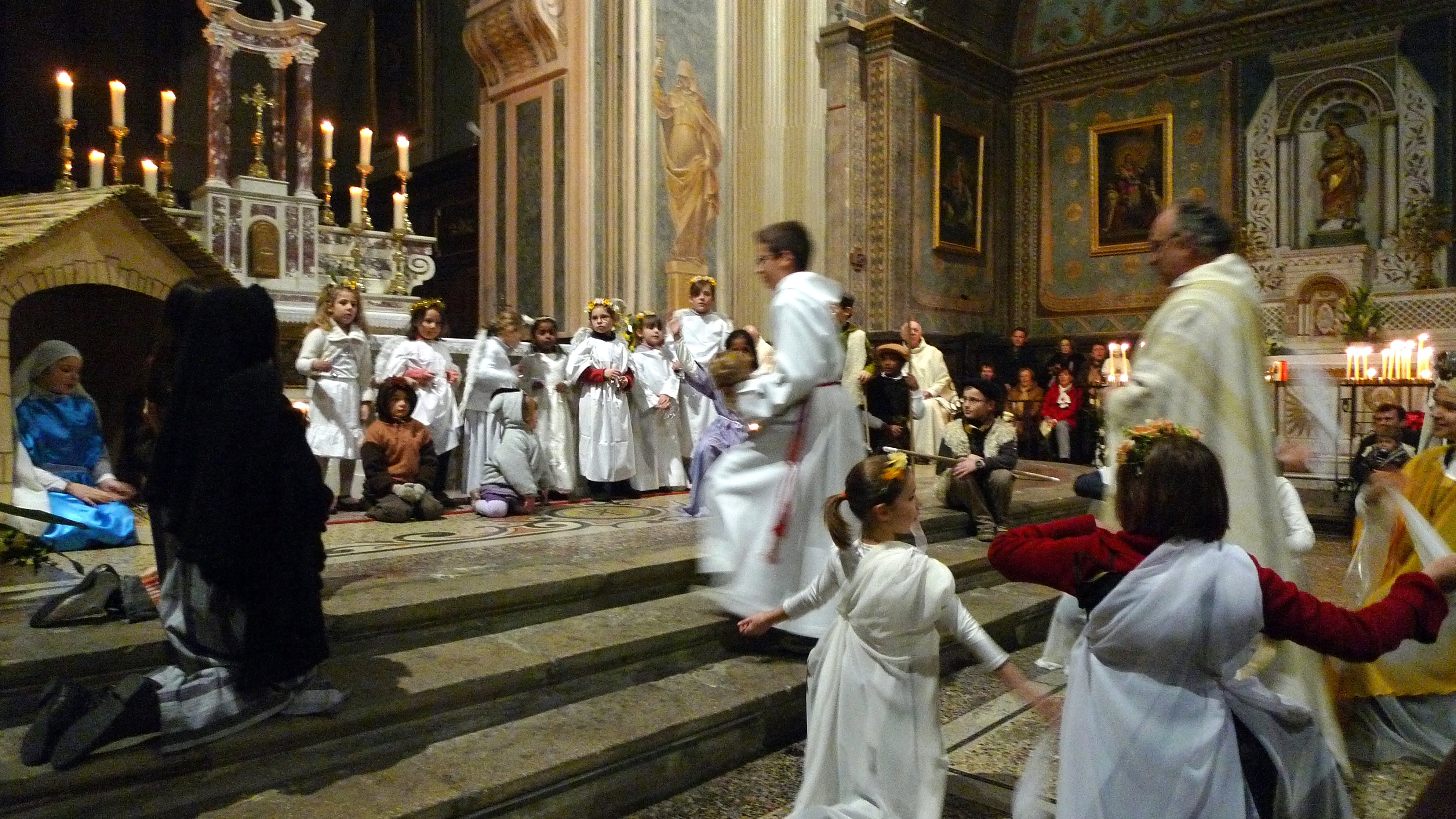
Inizio della messa di mezzanotte nella cattedrale di Orange nel 2009.

La data della nascita di Gesù Cristo è del tutto ignota e non determinabile se non artificialmente, per computo basato su giochi simbolici. Ciò che gli storici sanno è che il "[Dies] natalis Domini" veniva letto fin dall'inizio in riferimento ai "[Dies] natales martyrum", la cui memoria liturgica è di molto antecedente al giorno della commemorazione della nascita di Cristo.
Sembra, inoltre, che le Chiese antiche, in Oriente come in Occidente, avessero fatto l'opzione "pastorale" di opporsi alla celebrazione del rinascente "Sole invitto" (l'astro divinizzato il cui culto era assai diffuso nel tardo impero romano) mediante la sostituzione con il nuovo culto, che celebrava la gloria di Cristo nascente, proprio nello stesso giorno della festa tradizionale, il solstizio d'inverno (che a Roma veniva fissato al 25 dicembre, mentre in Egitto e Arabia il computo astronomico lo fissava al 6 gennaio).
La tradizione di una veglia notturna nella festa del Natale iniziò in Oriente: alla fine del IV secolo, a Gerusalemme, una pellegrina cristiana di nome Egeria poté partecipare alla celebrazione nella notte del 5 gennaio. La tradizione raggiunse l'Occidente nel 430 d.C., quando la celebrazione notturna venne introdotta da papa Sisto III nella Basilica di Santa Maria Maggiore. La localizzazione a Santa Maria Maggiore (nei testi antichi l'indicazione era ad Praesepe) non è casuale, per il collegamento che veniva creato tra il dogma della Divina maternità di Maria e la polemica antinestoriana culminata nel concilio di Efeso del 431 d.C.
Le tre messe, nella notte, all'aurora e nel giorno, sono già attestate a Roma nel VI secolo. Questa "poliliturgia" romana diverrà comune alle altre chiese occidentali solo dal X secolo, progressivamente. In un primo momento, tre messe in canto venivano celebrate da tre distinti presbiteri, in seguito da un presbitero solo (attestazione con Pietro di Cluny nel 1156). Nel XII secolo la pratica della Messa di mezzanotte si era ormai diffusa, in quanto a tutti i vescovi e presbiteri era stata concessa la facoltà di celebrare tre messe nel giorno di Natale, a condizione che queste fossero celebrate in orari appropriati. Queste messe previste per il 25 dicembre sono appunto la Messa della notte, la Messa dell'aurora e la Messa del giorno.